# 体育館ベイビー
『体育館ベイビー』（たいいくかんベイビー）は、2008年公開の日本映画である。原作は鹿目けい子の同名小説であるが、この小説は同作者の原作による『同級生』の映画化にあたって書き下ろされたものである。2作の映画は同日公開されたが、同じキャストとなっており、異なった物語でありつつも互いにリンクしている。

## ストーリー
競泳部、夏のインターハイ予選。エースだった高校3年の柴原潤はライバルの村井直樹 に敗北。潤は村井にコーチを頼まれ、つきっきりで泳ぎを教えることに。受験を優先 し始めた潤に、村井は潤が部活に来ないの を理由に自分も辞めると言い出す。その夜 、村井の待つプールへ駆けつけた潤は彼に 唇を奪われ…。

## キャスト
- 柴原潤：中村優一
- 早川希実：桐谷美玲
- 村井直樹：高橋優太
- 加藤翔一：久保翔
- 早川由紀：桜庭ななみ
- 飯島ひかり：川原真琴
- 藤沢誠：永井朋弥
- 矢田みちる：藤澤恵麻
- 柴原保：渡辺いっけい
- 中根徹
- 入船加澄実
- 佐々木和徳
- 早川家母役：入江麻友子
- 伊藤夏帆
- 川連廣明
- 並河一
- 春野恵
- 松本春樹
- 服部真樹
- 並樹史朗

## スタッフ
- 監督：深川栄洋
- 脚本：深川栄洋、鹿目けい子
- 原作：鹿目けい子
- 製作：大橋孝史、尾越浩文、奥出緑
- エグゼクティブプロデューサー：植田龍太郎
- プロデューサー：上野境介、棚橋裕之
- 制作担当：早川徹
- 助監督：水波圭太
- 撮影監督：安田光
- 美術：畠山和久
- 編集：宮武由衣
- 音楽：平井真美子、采原史明

## 主題歌
- 「体育館ベイビー」／中村優一